# Wereldkampioenschappen schaatsen afstanden 2011 - 3000 meter vrouwen
De 3000 meter vrouwen op de wereldkampioenschappen schaatsen afstanden 2011 werd gehouden op donderdag 10 maart 2011 in de Max Aicher Arena in Inzell, Duitsland.
Titelhoudster Renate Groenewold was gestopt met schaatsen en haar titel was dus vacant. Ireen Wüst veroverde de titel vóór regerend olympisch kampioene en zilverenmedaillewinnares van 2009, Martina Sáblíková.

## Statistieken

### Uitslag
| #      | Naam               | Land | Tijd       |
| ------ | ------------------ | ---- | ---------- |
| Goud   | Ireen Wüst         | NED  | 4.01,56 BR |
| Zilver | Martina Sáblíková  | CZE  | 4.02,07    |
| Brons  | Stephanie Beckert  | GER  | 4.04,28    |
| 4      | Jilleanne Rookard  | USA  | 4.05,80    |
| 5      | Eriko Ishino       | JPN  | 4.06,88    |
| 6      | Diane Valkenburg   | NED  | 4.07,01    |
| 7      | Jorien Voorhuis    | NED  | 4.08,10    |
| 8      | Claudia Pechstein  | GER  | 4.08,11    |
| 9      | Cindy Klassen      | CAN  | 4.09,46    |
| 10     | Mari Hemmer        | NOR  | 4.09,60    |
| 11     | Ida Njåtun         | NOR  | 4.11,57    |
| 12     | Shiho Ishizawa     | JPN  | 4.12,12    |
| 13     | Brittany Schussler | CAN  | 4.13,90    |
| 14     | Ivanie Blondin     | CAN  | 4.14,55    |
| 15     | Jennifer Bay       | GER  | 4.14,97    |
| 16     | Anna Rokita        | AUT  | 4.15,63    |
| 17     | Luiza Złotkowska   | POL  | 4.16,15    |
| 18     | Olga Graf          | RUS  | 4.16,22    |
| 19     | Cathrine Grage     | DEN  | 4.18,15    |
| 20     | Ayaka Kikuchi      | JPN  | 4.18,25    |
| 21     | Natalia Czerwonka  | POL  | 4.23,48    |

### Loting
| Rit | Binnenbaan        | Buitenbaan         |
| --- | ----------------- | ------------------ |
| 1   | Natalia Czerwonka |                    |
| 2   | Olga Graf         | Ayaka Kikuchi      |
| 3   | Anna Rokita       | Cathrine Grage     |
| 4   | Mari Hemmer       | Ivanie Blondin     |
| 5   | Luiza Złotkowska  | Diane Valkenburg   |
| 6   | Ida Njåtun        | Shiho Ishizawa     |
| 7   | Claudia Pechstein | Jennifer Bay       |
| 8   | Ireen Wüst        | Cindy Klassen      |
| 9   | Eriko Ishino      | Jorien Voorhuis    |
| 10  | Jilleanne Rookard | Stephanie Beckert  |
| 11  | Martina Sáblíková | Brittany Schussler |

1996 · 
1997 · 
1998 · 
1999 · 
2000 · 
2001 · 
2003 · 
2004 · 
2005 · 
2007 · 
2008 · 
2009 · 
2011 · 
2012 · 
2013 · 
2015 · 
2016 · 
2017 · 
2019 · 
2020 · 
2021 · 
2023 · 
2024 · 
2025